# Alba Ventura
Alba Ventura (Barcelona, 13 de novembre de 1978) és una pianista catalana amb una precoç trajectòria concertística. Va realitzar el seu debut com a solista a l'edat de 13 anys amb el Concert núm.9 "Jeunehomme" KV 271, de W.A. Mozart, amb l'Orquestra de Cadaqués dirigida per Sir Neville Marriner a Sant Sebastià i a l'Auditori Nacional de Música de Madrid.

## Inicis
Va iniciar els seus estudis amb Sílvia Llanas i posteriorment ingressà a l'Acadèmia Marshall, on estudià amb Carlota Garriga i rebé classes magistrals d'Alicia de Larrocha. Als onze anys se li concedia una beca per estudiar amb Dimitri Bashkirov a l'Escola Superior de Música Reina Sofia. Després d'una audició a Berlín, Vladimir Ashkenazy es feu càrrec del seu desenvolupament musical passant a ser el seu tutor i organitzant els seus estudis amb la professora Irina Zaritskaya a la Purcell School del Regne Unit i posteriorment al Royal College Of Music. Ha rebut classes magistrals de Nikita Magalof, Maria Joao Pires i Radu Lupu. Va guanyar les audicions internacionals del Young Concert Artist Trust (YCAT).

## Trajectòria
Ha realitzat actuacions internacionals com a solista als auditoris europeus Wigmore Hall, Barbican i St. Martin in the Fields de Londres, Concertgebouw d'Amsterdam, Musikverein de Viena, Cité de la Musique de París, Laesizhalle d'Hamburg, Köln Philharmonie, Bozar de Brussel·les i la Sala Svetlanovsky de Moscú, actuant també, a més de les principals sales espanyoles, en l'Auditorio Mario Laserna de Bogotà i en l'Auckland Town Hall de Nova Zelanda. Ha estat dirigida per personalitats com Giovanni Antonini, Howard Griffiths, Miguel Harth-Bedoya, Christopher Hogwood, Salvador Mas, Eiji Oué, Antoni Ros Marbà i Tamas Vasary, i ha col·laborat amb importants orquestres i conjunts de cambra, com la Philarmonia Orchestra, Hallé Orchestra, London Mozart Players, Orquestra Filharmònica Nacional d'Hongria, la Simfònica Nacional Txeca i les principals orquestres espanyoles.
Alba Ventura és, a més, una devota música de cambra i ha col·laborat amb els quartets Brodsky, Takacs i Casals, els violinistes Boris Belkin, Gordan Nikolic, Leticia Moreno, Tai Murray i Lina Tur Bonet; la violista Isabel Villanueva i els cellistes David Cohen i Astrid Siranossian.
En la temporada 2009-2010 va ser seleccionada com a única pianista solista pel programa Rising Stars que promou ECHO (European Concert Hall Organisation). L'any 2014 va ser-li atorgat el Premi IMPULSA de la Fundació Princesa de Girona i la Medalla de la Fundació Isaac Albéniz al 2019.
Alba Ventura és professora titular al Conservatori Superior de Música del Liceu.

## Discografia
MOZART PIANO SONATAS Vol.1 (2020)
Aquest doble CD, editat pel segell aglae música i enregistrat al Petit Palau de la Música al juliol de 2019, s'hi trobaran les sonates K.279, K.280, K.285, K.311, K.331 i K.545.
És el primer volum del que serà la integral de les sonates de Mozart.
Aquest disc fou premiat amb el Premi MIN 2021 en la categoría de clàssica.
ÉTUDES (2016)
El formen una sèrie d'estudis per a piano. Ha seleccionat una col·lecció de pàgines musicals que grans compositors, que eren també virtuosos, van escriure pensant d'aconseguir la perfecció interpretativa.
S'inclouen estudis romàntics de Czerny, Mendelsshon, Chopin o Liszt i d'altres amb innovacions del segle xx amb autors com Prokofiev, Scriabin, o Rautavaara, 
El resultat és d'una gran bellesa compatible amb l'extrema dificultat de les obres interpretades.
RACHMANINOFF (2009)
Conté la Sonata núm. 2, op. 36 i Moments Musicaux, op. 16.